# Jason Cermak
Jason Cermak (* 20. Mai 1977 in Drayton Valley, Alberta) ist ein kanadischer Schauspieler und Synchronsprecher.

## Leben
Cermak wurde am 20. Mai 1977 in Drayton Valley geboren. Er ist der jüngere von zwei Kindern und wuchs in Rocky Mountain House auf. Er erhielt an der University of Calgary seinen Bachelor of Commerce. 12 Jahre lang war er als Zehnkämpfer aktiv. 2000 traf er Matt Damon am Set zum Film Die Bourne Identität. Die dort gesammelten Erfahrungen führten bei ihm zum Entschluss, Schauspieler werden zu wollen. Ab demselben Jahr begann er als Universitätslehrer an der University of Calgary sowie als IT-Berater für Deloitte zu arbeiten. 2006 lebte er in Melbourne und erfuhr dort von den Dreharbeiten zum Kriegsfilm Das Feld der Ehre – Die Schlacht von Passchendaele. Er erhielt dort die Rolle des Lewis Gunner. Zuvor debütierte er 2002 in The Kudzu Christmas als Schauspieler.
Es folgten in den nächsten Jahren verschiedene Rollen in Kurz- und Spielfilmen unter anderen 2009 im Kurzfilm Five Hole: Tales of Hockey Erotica, der am 4. Oktober 2009 auf dem Calgary International Film Festival gezeigt wurde. Cermak erfuhr Episodenrollen in den Fernsehserien Heartland – Paradies für Pferde, Supernatural, Once Upon a Time – Es war einmal …, Psych und King & Maxwell. 2014 übernahm er in zwei Episoden der Fernsehserie Hell on Wheels die Rolle des Tom McGuire. 2015 hatte er eine Nebenrolle im Kinofilm Fifty Shades of Grey inne. Von 2015 bis 2016 wirkte er in der Fernsehserie Janette Oke: Die Coal Valley Saga als Dr. Burns mit. 2016 war er in insgesamt acht Episoden der Fernsehserie Delmer & Marta in der Rolle des Chad Hunter zu sehen. Von 2016 bis 2017 wirkte er außerdem in der Fernsehserie Zoo in der Rolle des Sgt. Greg Mansdale mit. Danach folgten mehrere Besetzungen in Fernsehfilmen, unter anderen 2019 in Christmas Town – 14 märchenhafte Weihnachten als Eric Fitzgerald mit.

## Filmografie (Auswahl)

### Schauspiel
- 2002: The Kudzu Christmas
- 2004: 9 (Kurzfilm)
- 2005: Four Something (Fernsehfilm)
- 2006: Dreamers
- 2007: Perfect (Kurzfilm)
- 2008: Das Feld der Ehre – Die Schlacht von Passchendaele (Passchendaele)
- 2008: Stolen Horses (Kurzfilm)
- 2008: The Secret Lives of Robots (Kurzfilm)
- 2009: The Grind (Kurzfilm)
- 2009: Creepy Jesus (Kurzfilm)
- 2009: Ellen's Shoes (Kurzfilm)
- 2009: Five Hole: Tales of Hockey Erotica (Kurzfilm)
- 2010: Roger's Pass
- 2011: Run Dry (Kurzfilm)
- 2011: The Truth Below
- 2011: Heartland – Paradies für Pferde (Heartland, Fernsehserie, Episode 5x07)
- 2011: The Ramsay Downholers (Fernsehfilm)
- 2011: Supernatural (Fernsehserie, Episode 6x19)
- 2012: Marco Chow Massage (Mini-Serie)
- 2012: Once Upon a Time – Es war einmal … (Once Upon a Time, Fernsehserie, Episode 2x07)
- 2012: Shakey's Coffee (Kurzfilm)
- 2013: Red Widow (Fernsehserie, Episode 1x03)
- 2013: The Dark Corner (Mini-Serie, 4 Episoden)
- 2013: Psych (Fernsehserie, Episode 7x11)
- 2013: One Night in Seattle
- 2013: Cult (Fernsehserie, Episode 1x09)
- 2013: King & Maxwell (Fernsehserie, Episode 1x10)
- 2013: Common Chord
- 2013: The Guerilla Picture Show
- 2013: Untold Stories of the ER (Fernsehserie, Episode 8x12)
- 2014: Supernatural (Fernsehserie, Episode 9x11)
- 2014: In My Dreams (Fernsehfilm)
- 2014: Hell on Wheels (Fernsehserie, 2 Episoden)
- 2014: Mutantenwelt
- 2014: Becoming Sophie (Kurzfilm)
- 2015: I'm Just Saying (Kurzfilm)
- 2015: Fifty Shades of Grey
- 2015: Murder, She Baked (Mini-Serie, Episode 1x01)
- 2015: Beeba Boys
- 2015–2016: Janette Oke: Die Coal Valley Saga (When Calls the Heart, Fernsehserie, 2 Episoden)
- 2016: Where’s My Baby? (Cradle of Lies, Fernsehfilm)
- 2016: Delmer & Marta (Fernsehserie, 8 Episoden)
- 2016: Garage Sale Mysteries (Fernsehserie, Episode 1x06)
- 2016: Death of a Vegas Showgirl (Fernsehfilm)
- 2016–2017: Zoo (Fernsehserie, 10 Episoden)
- 2017: Framed for Murder – A Fixer Upper Mystery (Fernsehfilm)
- 2017: Imaginary Mary (Fernsehserie, Episode 1x01)
- 2017: Concrete Evidence – A Fixer Upper Mystery (Fernsehfilm)
- 2017: Moonlight in Vermont (Fernsehfilm)
- 2017: Fargo (Fernsehserie, Episode 3x07)
- 2017: Countdown der Liebe (Eat, Play, Love, Fernsehfilm)
- 2017: Psycho Wedding Crasher (Fernsehfilm)
- 2018: Signed, Sealed, Delivered: The Road Less Traveled (Fernsehfilm)
- 2018: Deadly Deed: A Fixer Upper Mystery (Fernsehfilm)
- 2018: Love at First Dance (Fernsehfilm)
- 2018: A Sister's Obsession (Fernsehfilm)
- 2018: Supergirl (Fernsehserie, Episode 4x07)
- 2018: Pretty Little Stalker (The Danger of Positive Thinking, Fernsehfilm)
- 2018: A Midnight Kiss (Fernsehfilm)
- 2019: V.C. Andrews' Heaven (Mini-Serie, 3 Episoden)
- 2019: My Wife's Secret Life (Fernsehfilm)
- 2019: Christmas Town – 14 märchenhafte Weihnachten (Christmas Town, Fernsehfilm)
- 2019: Liebe im Weihnachtspark (Christmas at Dollywood, Fernsehfilm)
- 2020: The Perfect Pickup
- 2020: Altered Carbon – Das Unsterblichkeitsprogramm (Altered Carbon, Fernsehserie, Episode 2x07)
- 2020: Mommy Is a Murderer
- 2020: Ruby Herring Mysteries (Fernsehserie, Episode 2x01)
- 2020: The 100 (Fernsehserie, Episode 7x13)
- 2020: Weihnachten in Glenbrooke – Verliebt in die Millionärin (A Glenbrooke Christmas, Fernsehfilm)
- 2021: Right in Front of Me (Fernsehfilm)
- 2021: Mystery 101 (Fernsehserie, Episode 1x07)
- 2021: Home Before Dark (Fernsehserie, 3 Episoden)
- 2021: Debbie Macomber's A Mrs. Miracle Christmas (Fernsehfilm)
- 2021: Christmas Time Is Here (Fernsehfilm)
- 2021: Admitted or Dead (Fernsehfilm)

### Synchronsprecher
- 2014: The Wizard's Christmas (Animationsfilm)
- 2018: Hatchimals: Adventures in Hatchtopia (Zeichentrickserie, 3 Episoden)